# Invincible (película de 2006)
Invencible es una película dramática deportiva estadounidense de 2006 dirigida por Ericson Core. Se basa en la historia real de Vince Papale, quien jugó para los Philadelphia Eagles de 1976 a 1978 con la ayuda de su coach Dick Vermeil. La película fue lanzada en los Estados Unidos el 25 de agosto de 2006.

## Argumento
Vince Papale (Mark Wahlberg). Un hombre de treinta años, barman y profesor a tiempo parcial, era un aficionado del equipo de Philadelphia Eagles que había jugado al fútbol americano desde su niñez, según cuenta en la historia, porque su madre era una gran atleta y lo llevó por dicho camino. Un día decidió apuntarse a una prueba abierta de su equipo para encontrar nuevos talentos y consiguió ser admitido, haciendo así realidad el sueño de toda su vida. Durante su época en la preselección del equipo se encuentra con varios retos con sus compañeros de equipo.
Paralela a la historia como jugador profesional, también se cuenta su relación amorosa con Janet Cantrel (Elizabeth Banks), su actual esposa.

## Elenco
- Mark Wahlberg como Vince Papale.
- Greg Kinnear como Dick Vermeil.
- Elizabeth Banks como Janet Cantrell.
- Kevin Conway como Frank Papale.
- Michael Rispoli como Max Cantrell.
- Kirk Acevedo como Tommy.
- Dov Davidoff como Johnny.
- Michael Kelly como Pete.
- Stink Fisher como Dennis "Denny" Franks.
- Michael Mulheren como AC Craney.
- Michael Nouri como Leonard Tose.
- Lola Glaudini como Sharon Papale.
- Paige Turco como Carol Vermeil.
- Mike Kerley como Tom Landry.
- Randy Couture como "Toruci" Player #1.

## Comentarios
Basado en un suceso real ocurrido en 1976.
Excelente película